# Устинівка (Куп'янський район)
Усти́нівка — село в Україні, у Вільхуватській сільській громаді Куп'янського району Харківської області. Населення становить 182 осіб. До 2020 орган місцевого самоврядування — Вільхуватська сільська рада.

## Географія
Село Устинівка знаходиться між селами Івашкине і Широке у верхів'ях балки Озерний Яр, по балці протікає пересихаючий струмок на якому зроблено загату.

## Історія
- 1750 — дата заснування.
- 12 червня 2020 року, відповідно до розпорядження Кабінету Міністрів України  № 725-р «Про визначення адміністративних центрів та затвердження територій територіальних громад Харківської області», увійшло до складу Вільхуватської сільської громади.[1]
- 19 липня 2020 року, в результаті адміністративно-територіальної реформи та ліквідації Великобурлуцького району, село увійшло до складу Куп'янського району Харківської області[2].
- 25 грудня 2022 року російський агресор завдав мінометних та артилерійських обстрілів у районі населеного пункту.[3]

## Економіка
- В селі є молочно-товарна ферма.

## Відомі люди

### Народилися
- Мишак Віра Григорівна (нар. 1928) — майстер натюрмортів, майстриня з Маріуполя.